# Wirtshaus Zum Adler (Hessenpark)

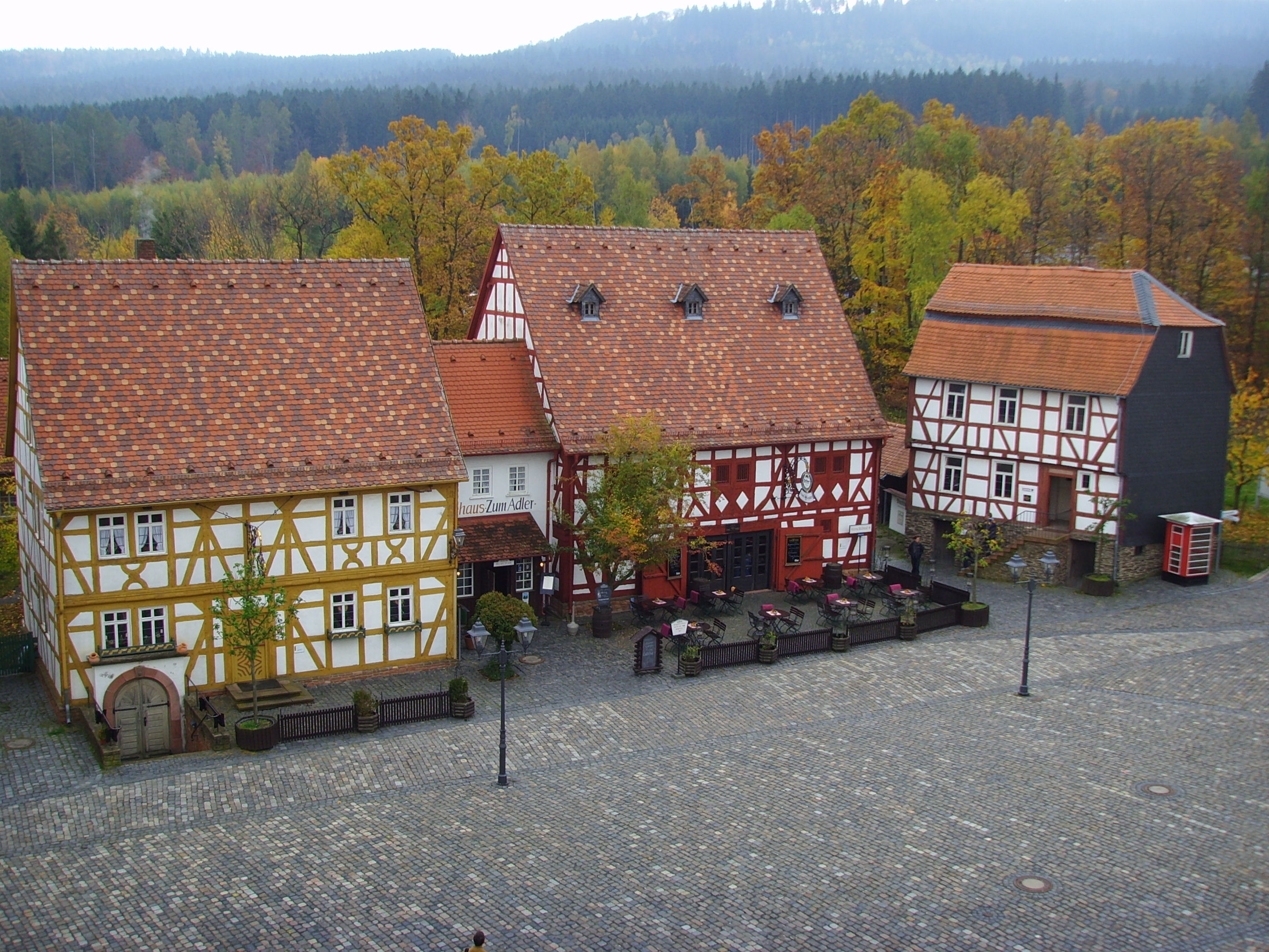
Links Gasthaus Zum Adler, Mitte Fruchtspeicher aus Nidda und rechts das Haus aus Idstein

Das Wirtshaus Zum Adler ist ein Gasthaus im Hessenpark. Es besteht aus zwei denkmalgeschützten Fachwerkhäusern, die in den Ursprungsorten abgebaut  und in den Hessenpark transloziert wurden.

## Der Fruchtspeicher aus Nidda
Der Fruchtspeicher aus Nidda wurde am 1. April 1981 als erster Teil der Gastronomie im Hessenpark eröffnet. Er bietet innen Platz für 60 Gäste. Daneben stehen 80 Außenplätze zur Verfügung. 
Heinrich Walbe veröffentlichte 1942 ein Bild des Fruchtspeichers und datierte die Erbauung des Fruchtspeichers auf die Zeit um 1700.
Der Fruchtspeicher war Teil des herrschaftlichen Burghofs. Er diente, gemeinsam mit drei weiteren Scheunen, als Fruchtspeicher oder Zehntscheune. In diesen Scheunen wurde der Zehnt gelagert, den die Bauern der Umgebung leisten mussten. 1796 berichtete der großherzogliche Amtmann Hofmann, auf dem Rückzug der Armee von General Jean-Baptiste Jourdan hätten französische Soldaten das Tor des Fruchtspeichers gesprengt und diesen geplündert.
In Nidda wurde der Zehnt zwischen 1832 und 1838 als Naturalleistung abgeschafft. Die ehemaligen Zehntempfänger erhielten eine Ausgleichszahlung, die in Geld gezahlt wurden. Die Fruchtspeicher waren damit funktionslos geworden. Die Scheunen und der Fruchtspeicher wurden verpachtet. Da der Pachtzins die Unterhaltungskosten nicht deckte, wurden die beiden größeren Scheunen abgerissen. Der Fruchtspeicher blieb im Besitz der Rentkammer des Großherzogtums Hessen. Verantwortlich für das Gebäude war ein großherzoglich hessischer Speicherverwalter. 1824 bis 1839 war die W. Kirchhof, 1839 bis 1860 Johannes Ringshausen II, 1860 bis 1877 Peter Ringshausen II, danach Louis Lehr.
1887 ging er in den Besitz der Stadt Nidda über. 1895 erwarb das jüdische Ehepaar Levi Zimmermann das Gebäude und betrieb darin einen Landwirtschaftshandel. Deren Tochter Clementine und ihr Mann Mayer Stern übernahmen das Haus und den Betrieb 1908. 1938 wurde das Ehepaar Stern deportiert und das Ehepaar Adolf Lupp wurde neuer Eigentümer. Es diente nun bis 1970/71 als Bauhof der Firma Lupp. In dieser Zeit erfolgte die Erweiterung des vorderen und der Einbau des hinteren Tores.
1974 übernahm erneut die Stadt Nidda das Gebäude. Vorher war bereits die Krugische Gasse und Schlossgasse 1973 als Sanierungsgebiet ausgewiesen worden. 1977 wurde es abgebaut und 1980/81 im Hessenpark wieder aufgebaut.

## Gasthaus aus Fürth
Das zweite Gebäude des Gasthauses Adler wurde 1712 als kleinbäuerliches Stallwohnhaus in Fürth (Odenwald) erbaut. 1750 erhielt es die Schildgerechtigkeit also die Schankerlaubnis. Wahrscheinlich beim Bau der neuen Durchgangsstraße 1840 bis 1845 wurde er abgebaut und um 180 Grad gedreht mit der Schmuckseite zum Marktplatz hin wieder aufgebaut. 1976 wurde es erneut abgebaut und 1980 bis 1982 im Hessenpark neu errichtet. 